# Audiolib
 (décembre 2016).
Si vous disposez d'ouvrages ou d'articles de référence ou si vous connaissez des sites web de qualité traitant du thème abordé ici, merci de compléter l'article en donnant les références utiles à sa vérifiabilité et en les liant à la section « Notes et références ».
Audiolib est une maison d'édition de livres audio créée en juillet 2007 et détenue à 60 % par Hachette Livre et à 40% Albin Michel (déjà partenaires au sein du Livre de poche). Les premiers titres Audiolib sont parus en librairie le 13 février 2008. 
Éditeur de livres audio généralistes, Audiolib publie des titres contemporains, souvent des best-sellers, en littérature générale (romans classiques et contemporains), des polars, du développement personnel et des documents. 
La sortie d'ouvrages grand public en même temps que la publication du livre en « grand format », permet de généraliser l'usage des livres audio, très répandu dans les pays scandinaves, aux  États-Unis ou en Allemagne du fait de ses nombreux avantages (praticité et gain de temps notamment).
Au format CD MP3 pour la plupart en lecture intégrale, CD audio pour les plus courts, ils sont lus par des comédiens professionnels et parfois par l'auteur lui-même.

## Catalogue
Le catalogue Audiolib compte près de 500 livres audio répartis 4 collections distinctes :
- littérature générale
- suspense / polar / thriller / policier / SF
- documents et essais
- bien être et spiritualité

## Lecteurs
Les livres audio publiés sont lus par des comédiens reconnus, des célébrités, des comédiens de théâtre ou parfois par l'auteur lui-même (Jean Echenoz, Patrick Deville, Éric-Emmanuel Schmitt, Philippe Grimbert, Philippe Labro, Dany Laferrière, Pierre Lemaitre, Jean-Philippe Toussaint). Parmi les célébrités ayant enregistré des livres audio pour Audiolib, on peut trouver notamment : 
- Elsa Zylberstein (Journal, d'Hélène Berr).
- Arthur H (L'Écume des jours, de Boris Vian).
- Denis Podalydès (Et on tuera tous les affreux, de Boris Vian).
- Fanny Cottençon (L'Arrache-cœur, de Boris Vian).
- André Dussollier (L'Indifférent, de Marcel Proust).
- Pierre Arditi (La Rêveuse d'Ostende, d'Éric-Emmanuel Schmitt et Je vais passer pour un vieux con de Philippe Delerm).
- Dominique Pinon (Le Hobbit, de J. R. R. Tolkien et L'Extraordinaire Voyage du fakir qui était resté coincé dans une armoire Ikea de Romain Puértolas)
- Charles Berling (L'Exécution de Robert Badinter).
- Sara Giraudeau (Bonjour tristesse, de Françoise Sagan).
- Michael Lonsdale (Le Horla, de Guy de Maupassant).
- Marie-Christine Barrault (Un cœur simple, de Flaubert et Vingt-quatre heures de la vie d'une femme de Stefan Zweig).
- Irène Jacob (Le Bal, de Irène Némirovsky et Le Journal d'Anne Frank).
- Jean-Claude Dauphin (Claude Gueux, de Victor Hugo et Le Silence de la mer de Vercors).
- Robin Renucci (Pour une nuit d'amour, d'Émile Zola).
- Léa Drucker (Lettre d'une inconnue, de Stefan Zweig).
- Juliette Binoche (Derniers fragments d'un long voyage, de Christiane Singer).
- Patrick Poivre d'Arvor (lecture de son propre roman Les Enfants de l'aube)
- Jean-Pierre Marielle (Cher amour, de Bernard Giraudeau et son propre roman Le Grand n'importe quoi).
- Fabrice Luchini (Fragments d'un discours amoureux, de Roland Barthes).
- Édouard Baer (Le Joueur d'échecs, de Stefan Zweig et Oona et Salinger de Frédéric Beigbeder).